# Giorgio Cavallo
Giorgio Cavallo (Moncalieri, 1927 – Pomaretto, 26 novembre 1994) è stato un umorista italiano.

## Biografia
(Giorgio Cavallo)
Fu un grande umorista innovatore, che deliberatamente decise di non schierarsi, politicamente e culturalmente, conservando per questo la propria libertà stilistica ed espressiva. 
Visse, infatti, in un contesto dove era arduo mantenersi in equilibrio, senza attirare gli strali di questa o quella corporazione, non concedendo nulla al compromesso. 
Era la Torino della Fiat, della Snia Viscosa, delle banche e delle istituzioni ecclesiastiche di San Giovanni Bosco e di Giuseppe Benedetto Cottolengo.
Nel 1953 lasciò il posto fisso in banca, per dedicarsi al disegno umoristico, con le idee ben chiare. Inventò subito uno stile personalissimo, una sorta di specchio della società civile, nel quale molti potevano riconoscersi come bersagli. Quei personaggi caratteristici, calvi, dai grandi nasi, gobbi e miopi, sempre muniti d'occhiali, iniziarono ad apparire sui giornali, suscitando curiosità, malumore e qualche polemica.
Lo specchio del finto tonto funzionava. Il popolo sorrideva, i potenti un po' meno: tipografi fabbricatori di banconote false, per celebrare la libertà di stampa; lacrime d'onorevoli che provocano l'acqua alta a Venezia; automobilisti che si scambiano parolacce incrociate; preti fiorentini preoccupati per i toscani, che per questo fumano Gauloises; imbecilli che passano la vita davanti alla tivù intelligente; il buio pesto su Piazza Fontana, perché i servizi segreti hanno funzionato e… l'AIDS che non si trasmette con un bacio, al contrario della Massoneria.
Non aveva paura di nessuno; era un uomo libero, fino a conoscere l'ostracismo. Novello Girolamo Savonarola, fustigatore buffo d'usi e costumi immorali, era pervaso di una vera ansia di giustizia decenza e dignità, cantore di un'ironia mai separata dalla pietà.
Debuttò affidando alle poste le cartoline-lametta per La Domenica del Corriere. 
La sua corrosività s'attirò ben presto le grazie di Giovannino Guareschi, che lo invitò a pubblicare su Candido, settimanale umoristico. 
Le sue vignette iniziano ad apparire anche su Il Travaso delle idee e la Gazzetta del Popolo.
L'Europeo, tra i più importanti rotocalchi d'informazione, dal 1958 al 1973, gli affidò la rubrica satirica La Settimana Vista da Cavallo. La sua notorietà travalicò ben presto i confini nazionali ed europei, per approdare in Giappone.
All'inizio del 1970, a culmine del successo, decise d'abbandonare l'arte della risata a causa di una profonda crisi esistenziale. Ritornò alla professione nel 1977, imponendosi all'attenzione del pubblico con nuove vignette di gran pregio.
Collaborò con Stampa Sera, Il collezionista, edito da Bolaffi, Linus, Illustrato Fiat e Satyricon - inserto del quotidiano La Repubblica.
Negli anni ottanta fondò a Torino, con l'umorista Raffaele Palma e altri colleghi, il CAUS (Centro Arti Umoristiche e Satiriche), che divulga ancora oggi il disegno e l'umorismo, per farne strumenti didattico-espressivi, di crescita collettiva, nobilitandoli quale arte d'intelletto popolare e d'analisi della realtà.
Dal 1982 al 1985 tenne regolari corsi di satira e umorismo presso la Unitre - Università della Terza Età di Torino.
Per diversi anni, e fino al giorno della sua scomparsa, pubblicò anche su Tuttolibri, inserto culturale del quotidiano La Stampa, con una propria rubrica di vignette molto corrosive.
La sua eredità è costituita da oltre diecimila tavole, alcune delle quali esposte in permanenza al Karikatur & Cartoon Museum di Basilea nella sala a lui dedicata, e in vari musei di tutto il mondo.
La Città di Moncalieri, dal 1999 al 2009, ha organizzato il Premio Giorgio Cavallo, una sorta di Oscar alla carriera per disegnatori satirici italiani. La sua città natale gli ha inoltre intitolato il giardino pubblico posto in via Cavour di fronte alla biblioteca civica Arduino.

## Premi
- Palma d'Oro Disegno Umoristico - Festival dell'umorismo di Bordighera (1959)
- Palma d'Oro per il libro Proposte pro Poste - Festival dell'umorismo di Bordighera (1974)
- Premio Satira Politica Forte dei Marmi per il Disegno Satirico (1981)

## Opere
- Pronto... chi ride (1959)
- Uomini e mobili (1963)
- L'abetedario  (1965)
- Si fa per sterzare (1965)
- 33 Frati e ½ (1967)
- Proposte pro Poste (1973)
- Cavallo da tiro (1985)
- Equilibri (1989)
- Mal costume mezzo gaudio (1992)
- L'Indignato (1995)
- Giorgio Cavallo 1927 - 1994 (1999)
- Cavallo l'Europeo (2004)